# NGC 774
NGC 774 ist eine linsenförmige Galaxie vom Hubble-Typ S0 im Sternbild Widder auf der Ekliptik, welche etwa 210 Millionen Lichtjahre von der Milchstraße entfernt ist. Sie wurde am 16. Oktober 1784 von dem deutsch-britischen Astronomen Friedrich Wilhelm Herschel entdeckt.